# チベット高原

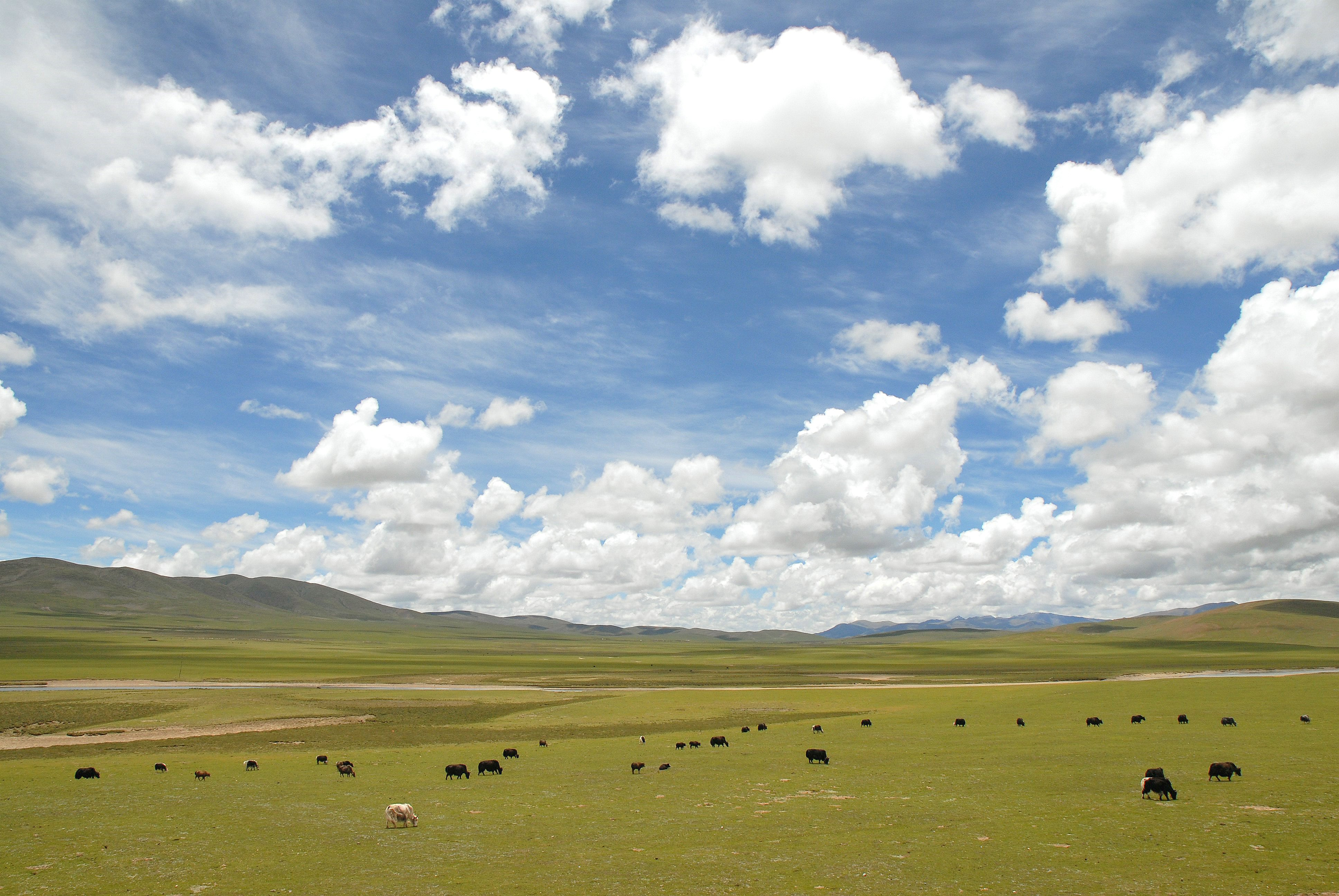
チベット高原

チベット高原（チベットこうげん、中国語: 青藏高原、雪域高原）はユーラシア大陸の中央部に広がる世界最大級の高原。チベットの領域とほぼ等しい。1949年以来、中華人民共和国が実効支配しており、その主権と領有についてインドにあるチベット亡命政府と対立している。このチベット高原南部にはヒマラヤ山脈が分水嶺となって東西に横たわり、その南にはネパール、ブータン、インドなどが位置する。

## 規模
東西約2,000キロメートル、南北約1,200キロメートル、面積約250万平方キロメートル（日本の国土面積の約6倍）。高度は3,500から5,500メートル、平均4,500メートル。

## 地理

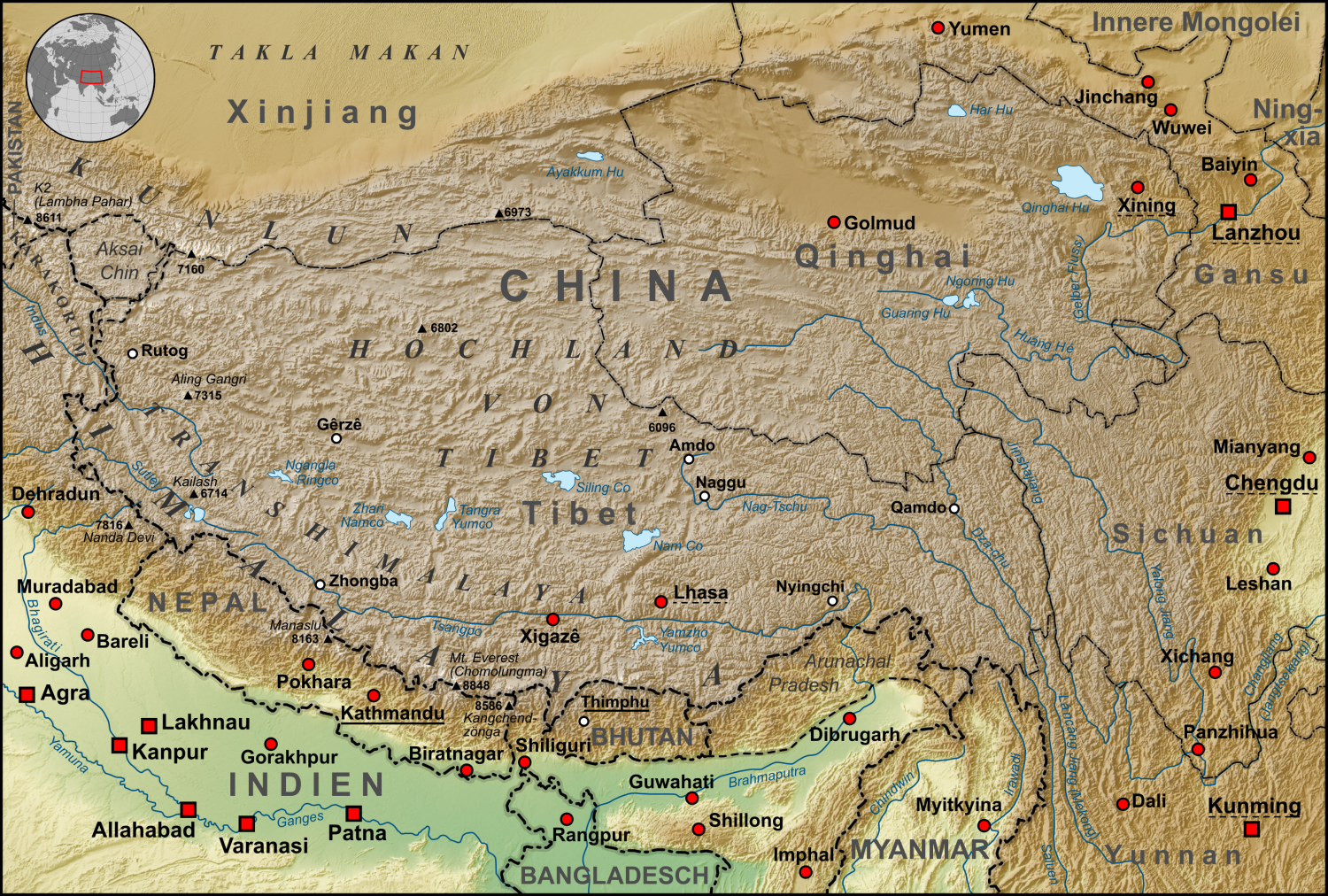
チベット高原全図

南境にはヒマラヤ山脈、西境にはカラコルム山脈、北境には崑崙山脈・阿爾金山脈・祁連山脈、東境には横断山脈（邛崍山脈）が走り、7,000から8,000メートル級の高峰が連なる。東北部には面積20万平方キロメートルのツァイダム盆地やティショルギャルモ湖（青海湖）がある。
20世紀後半からこの高原の大部分を領有している中華人民共和国は青海・西蔵などの諸地方に区分して、両地方の略称「青」「藏」をあわせた青藏高原（拼音: qīng zàng gāo yuán せいぞうこうげん）としている。この高原は現在の中国領土の約23パーセントの面積を占めている。
また、チベット亡命政府が領有を主張している地域ともほぼ一致する。

## この高原から起こる河川
黄河の上流部のマチュ河、長江（揚子江）の上流部のディチュ河、メコン河、サルウィン川（怒江）、インダス川、ガンジス川の上流ヤルンツァンポ河など国際河川の単一水源では世界最大級である。しかし、中国が初の大型水力発電所である蔵木水力発電所などダムを建設していることが国際問題となっている。

## その他
ザブイェ塩湖では世界3位の埋蔵量とされるリチウムの採掘が行われている。
シーズーやペキニーズの基礎ともなったラサ・アプソの発祥地でもある。北西部はフフシル(xöxesil)と呼ばれ、チベットガゼルの生息地である。
この高原には中国の核廃棄物の処理場が点在している。